# Кнежевич, Бранислав
Бранислав Кнежевич (серб. Бранислав Кнежевић; род. 21 июля 2002, Шабац) — сербский футболист, полузащитник клуба «Эльче Илиситано».

## Клубная карьера
Кнежевич — воспитанник клуба «Мачва». 31 мая 2020 года в матче против «Вождоваца» он дебютировал в сербской Суперлиге. 17 октября в поединке против «Младовсти» Бранислав забил свой первый гол за «Мачву». В 2021 году Кнежевич перешёл в испанский «Эльче», подписав контракт на 4,5 года, где для получения игровой практики начал выступать за дублирующий состав.